# Cochliobolus eleusines
Cochliobolus eleusines är en svampart som beskrevs av Alcorn 1990. Cochliobolus eleusines ingår i släktet Cochliobolus och familjen Pleosporaceae.   Inga underarter finns listade i Catalogue of Life.